# Dagály fürdő
Dagály Termálfürdő, Strandfürdő és Uszoda, röviden Dagály fürdő: 1948-ban alapították az épülő Árpád híd északi oldalán a Duna bal partján, Vizafogón álló strandot, amely sokáig Szabadság Strandfürdő néven működött. Mai nevét a köznyelv már régóta használja, a fürdő mellett a Népfürdő utcába csatlakozó Dagály utca után. 2016 szeptemberétől 2018. augusztus 18-ig rekonstrukciós munkálatok miatt zárva tartott.

## A fürdő története
A fürdő működését az 1944-ben feltárt, 126 méter mélységből 41,5 °C-os vizet a felszínre szállító artézi kút biztosítja, a kút 1993-ban 6200 literes percenkénti hozammal büszkélkedhetett. A kezdeti vízhozam csökkenését más területről átvezetett vízmennyiséggel pótolták. Gyógyfürdőnek csak 1970 óta minősül, ekkor vezették át ugyanis a Dagályig a Széchenyi gyógyfürdőt tápláló hévízforrás vizét. A víz gazdag kalcium- és magnézium-hidrogén-karbonátban, tartalmaz ként, klórt és nátriumot is; ízületi és mozgásszervi, reumatikus panaszok kezelésére ajánlják.
A Dagály 1993-ban a pesti oldal legnagyobb területű strandfürdőjeként, körülbelül 30-35 000 vendég fogadására volt alkalmas. Eredeti épületeit Darvas Lajos tervezte. Az 1948-as megnyitása óta számos változáson ment keresztül a fürdő, ha nem is elsősorban az épületei. 1956-ban épült meg az 50 méteres, fokozatosan mélyülő vizű medence. 1970-ben került sor a már említett átépítésre, amivel a fürdő elnyerte a gyógyfürdő státuszt. A télen sátortetővel fedett 25 méteres medence 1983-ban készült el, majd kis szünet után, 2000-ben az addigi két nagy termálmedencét építették át a kor követelményeinek megfelelő feszített víztükrű, forgatott vizes medencékké - a két nagy helyén négy kisebb medencét kialakítva. Ma[mikor?] többek között élményfürdő, hullámmedence és a régebbi gombamedence is működik. Külön vonzerő volt a nyári hónapokban a fürdő nagyméretű parkja, amelynek hajdani dús faállományát a 2015-2017 közötti felújítás során jelentősen megritkították. A Moszkva sétány Duna Aréna és Árpád híd közötti szakaszán mobilgáttal kiegészített partfal épült. Az eredeti gyógyvízkút (mai nevén: Béke-kút) csökkenő vízhozama miatt a Széchenyi gyógyfürdőből átvezetett vízmennyiséget a margitszigeti Magda kút vizével pótolják.
A gyakori nyári zsúfoltság miatt a XIII. kerületiek a Kádár-korszakban tréfásan "Néplavór"-ként emlegették a fürdőt.

## A fürdő létesítményei
- 50 m-es nyitott úszómedence: egész évben üzemel, vízhőmérséklet 24–27 °C
- 25 m-es úszómedence: egész évben üzemel, téli időszakban (X. 1.–IV. 30.) sátorral fedett, vízhőmérséklet: 27 °C
- három nyitott gyógymedence egész évben üzemel, vízhőmérséklet 34–36 °C
- 20 m-es nyitott tanmedence: szezonális üzemelésű, vízhőmérséklet 31 °C
- nyitott élménymedence: szezonális üzemelésű, vízhőmérséklet 30 °C
- nyitott strandmedence: szezonális üzemelésű, vízhőmérséklet 30 °C
- nyitott hullámmedence: szezonális üzemelésű, vízhőmérséklet 30 °C
- nyitott gyermekmedence: szezonális üzemelésű, vízhőmérséklet 28 °C
- Béke gyógyvíz ivókút a fürdő területén kívül: a nyitvatartás ideje alatt egész évben üzemel, vízhőmérséklet 40 °C

Egy gyógymedencét és a hullámmedencét a a 2017-es úszó-világbajnokság fő helyszíneként megépített Duna Aréna miatt 2015-ben lebontották, míg a gyermek- és a tanmedence 2016 nyarán nem nyitott meg. 2016. szeptember 18-án a teljes komplexumot bezárták. Ezután lebontásra került az 50 méteres és a 25 méteres úszómedence is, melyek helyére új 50 és 25 méteres úszómedencék épültek. A fürdő a világbajnokság lezajlását követően, 2018. augusztus 18-án nyílt meg újra.

## Gyógyjavallatok
Ízületi gyulladás, köszvény félheveny és idült állapotban, a gerincoszlop merevedéssel járó megbetegedései (Bechterew-kór), idült derékfájás, idegfájdalmak (neuralgiák), isiász és más ideggyulladások idült állapotban. Az ortopédia körébe tartozó megbetegedések: gerincferdülések, lúdtalpból származó fájdalmak. Idegbénulások, gyermekbénulás utókezelése, baleseti utókezelések.

## Ivókúra javallatok
Gyomor és bélrendszer hurutos betegségei, gyomorsav túltengés, vesemedence gyulladás, vesekő képződés. Keserűsóval az epehólyag és az epeutak hurutos betegségeinek gyógyítására.

## A gyógyvíz ásványi anyagai
Egy liter gyógyvízben oldott ásványi anyagok mennyisége milligrammban:
- Lítium (Li+): 0,12
- Nátrium (Na+): 64,5
- Kálium (K+): 6,0
- Kalcium (Ca2+): 120,2
- Fluorid (F-): 1,4
- Klorid (Cl-): 47,9
- Bromid (Br-): 0,14
- Jodid (J+): 0,02
- Hidrogén-karbonát (HCO3-): 502,7
- Szulfát (SO2-4): 107,5
- Metakovasav (H2SiO3): 26,0
- szén-dioxid (CO2): 128,9
- Magnézium (Mg2+): 41,8

Összes oldott ásványi anyag: 1047,58 milligramm/liter

## Galéria

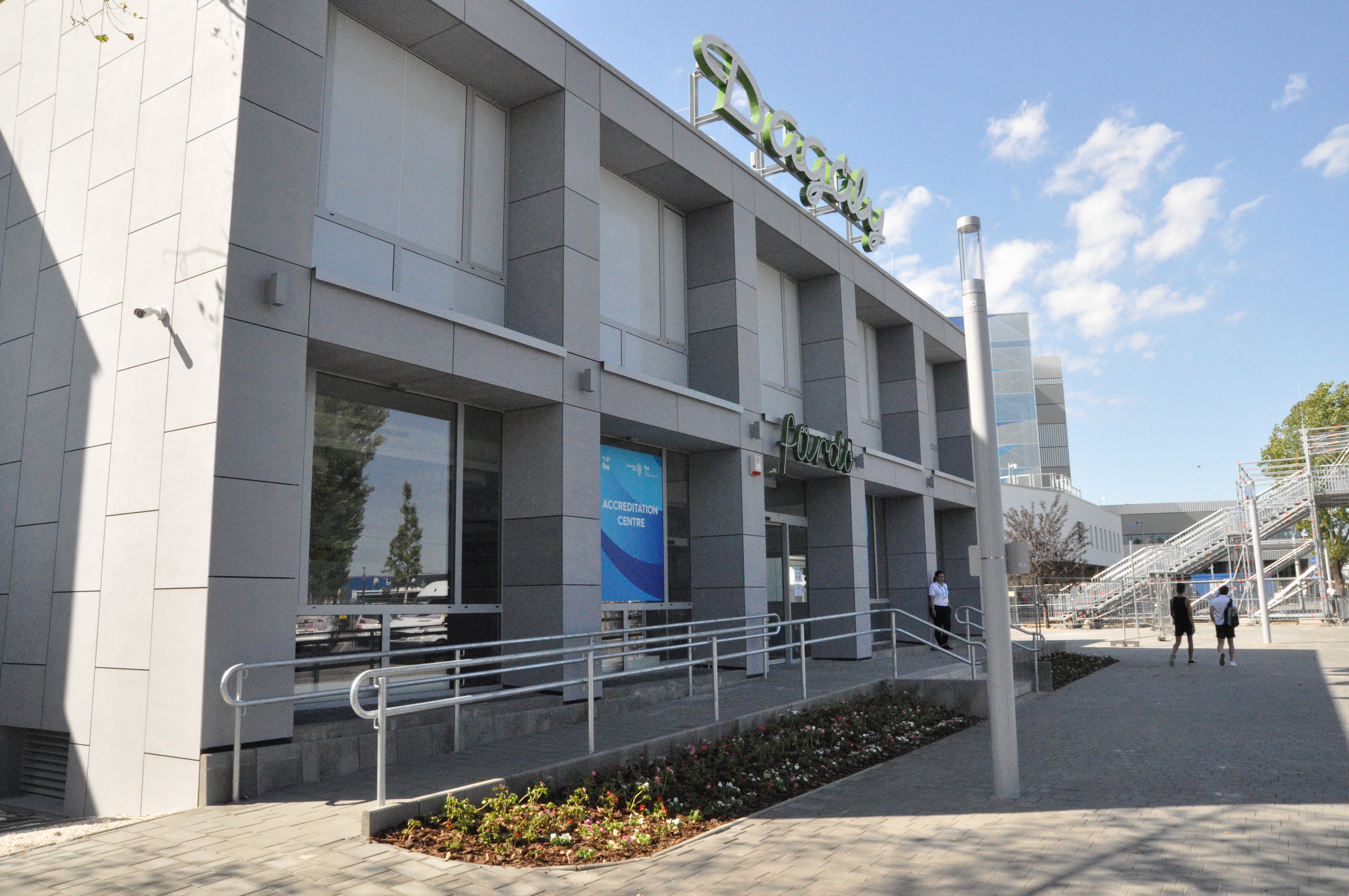
A megújult főépület
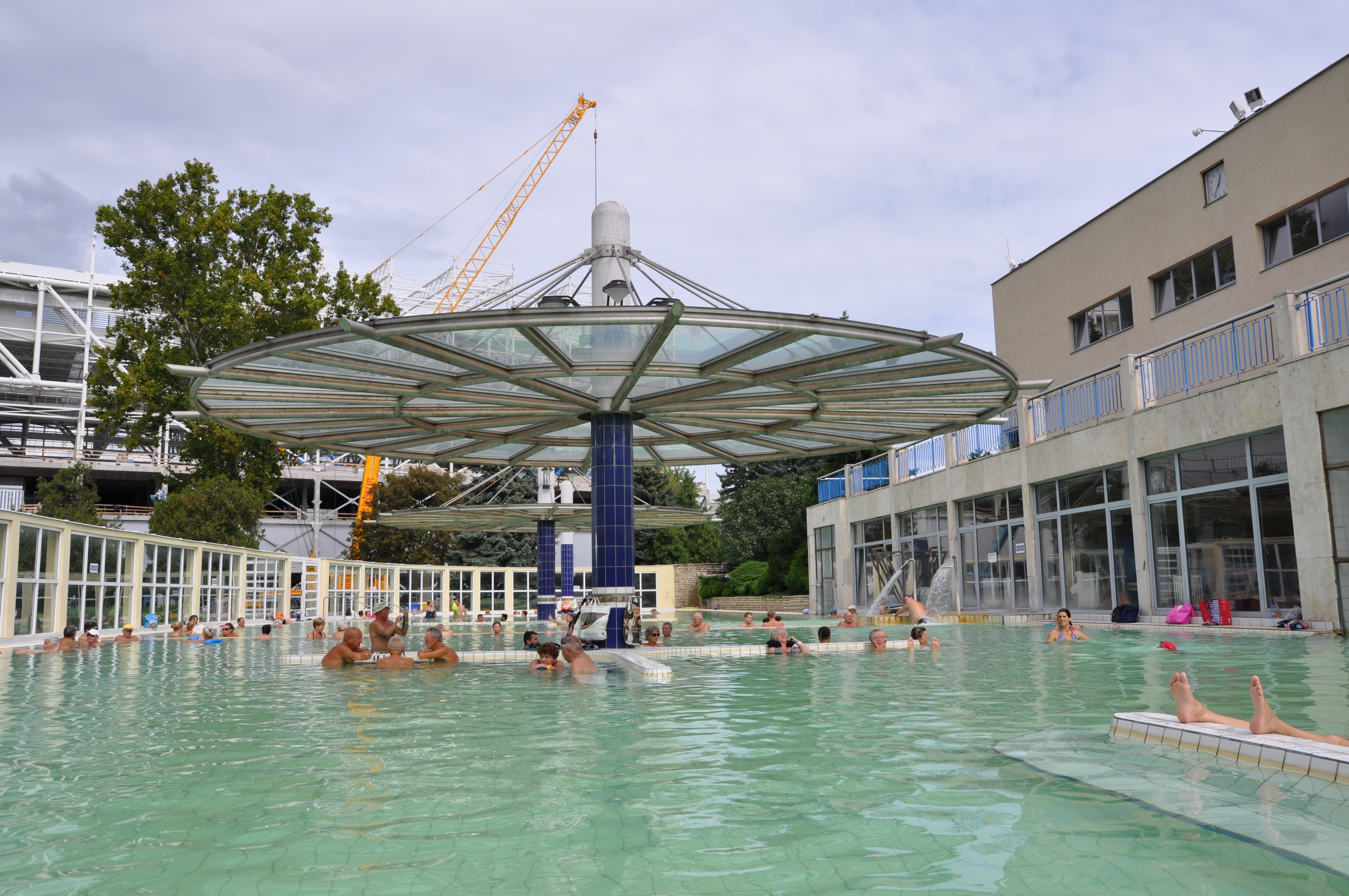
Gomba alakú üvegernyő a gyógymedencék felett
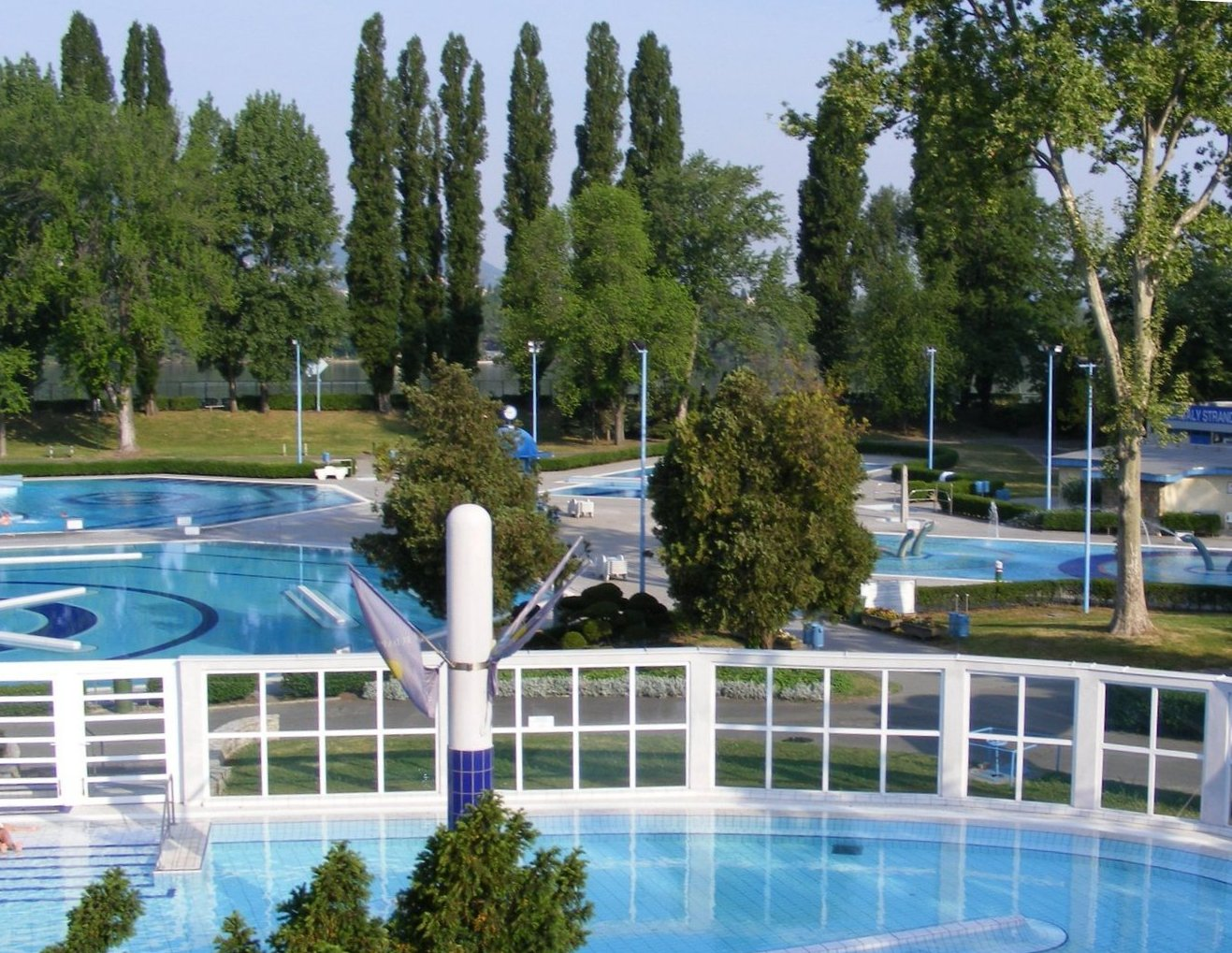
A háttérben a gáton állt jegenye fasor 2009-ben
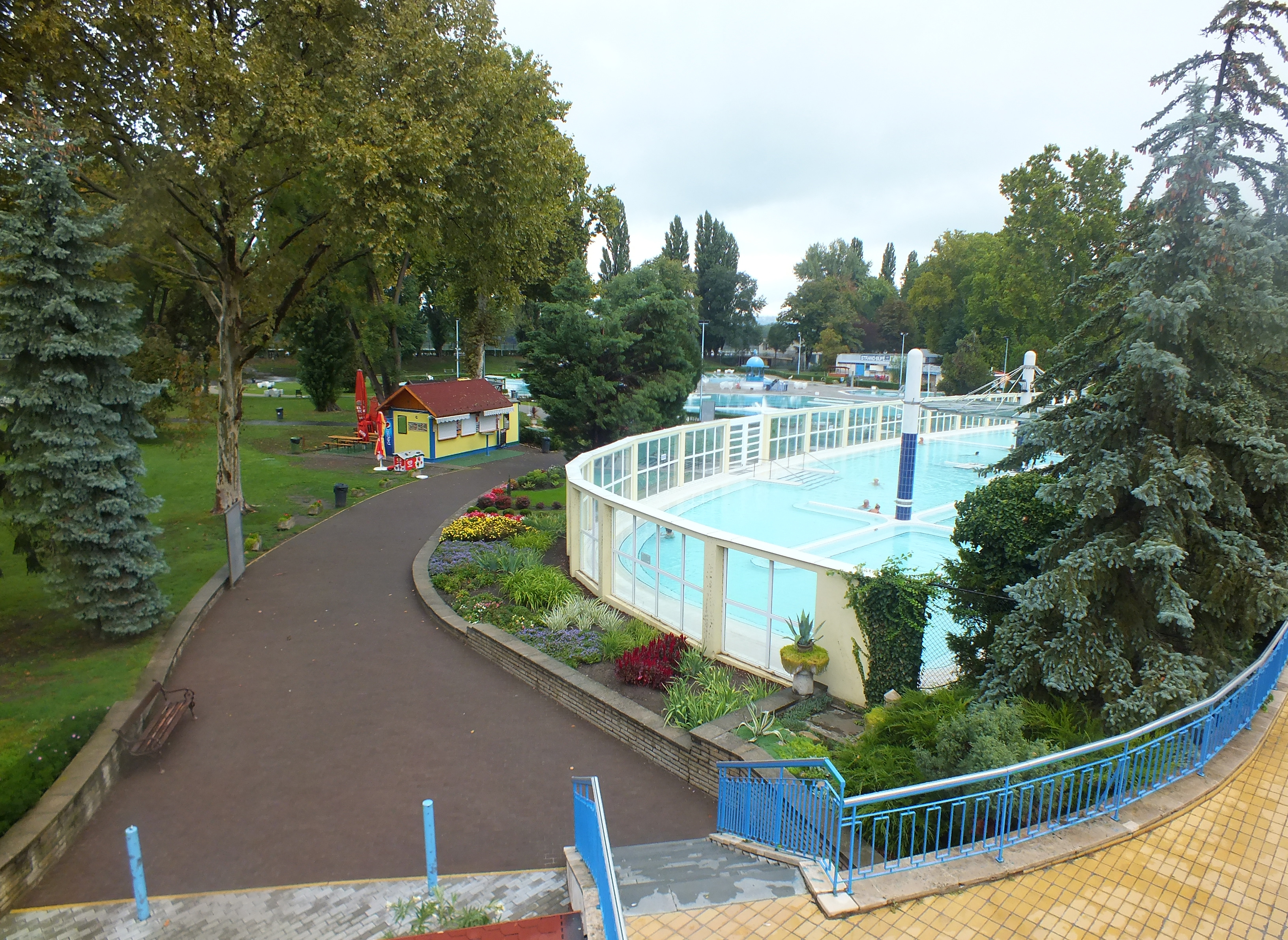
A park dús lombú fái 2013-ban
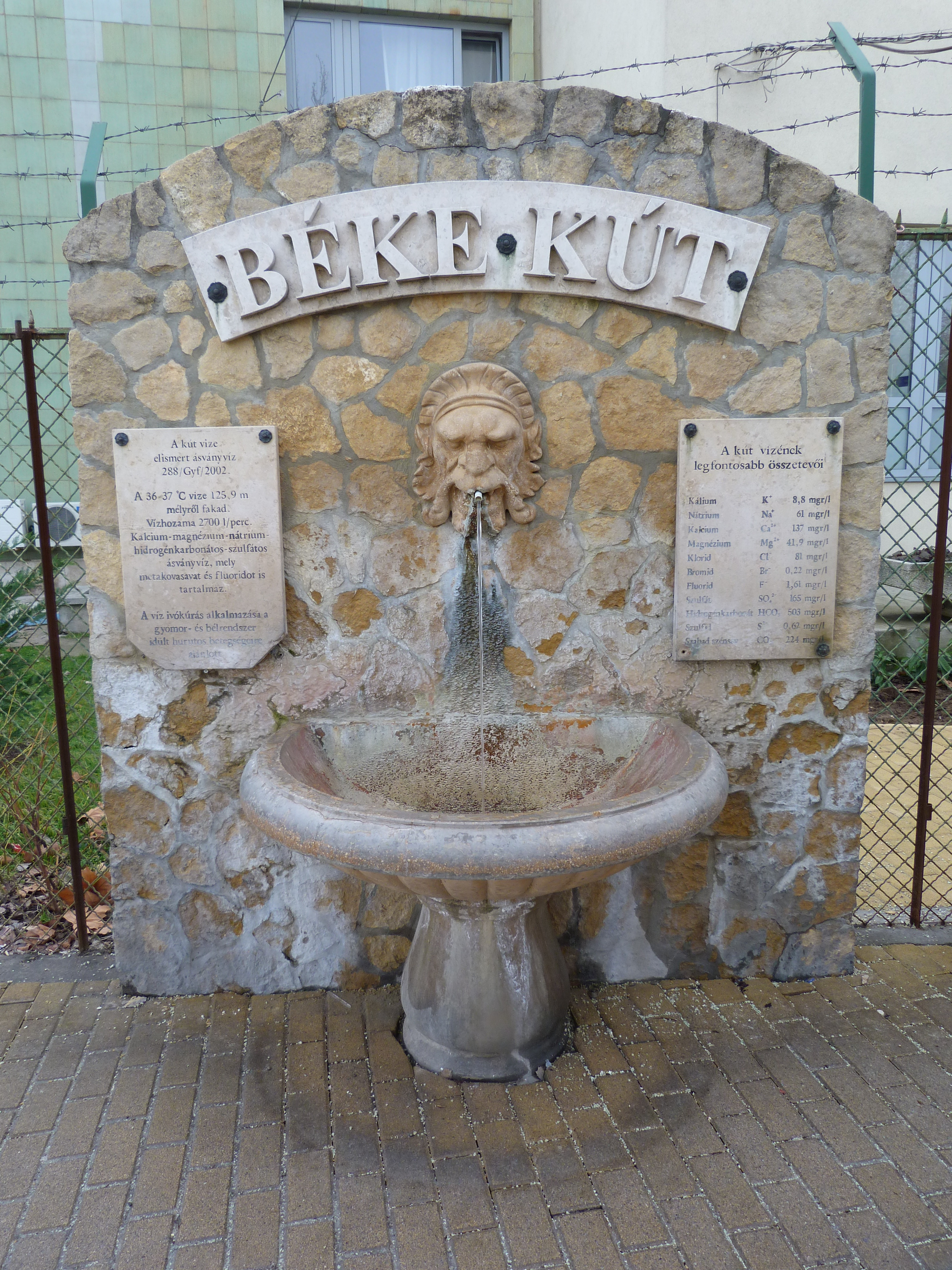
A Béke kút
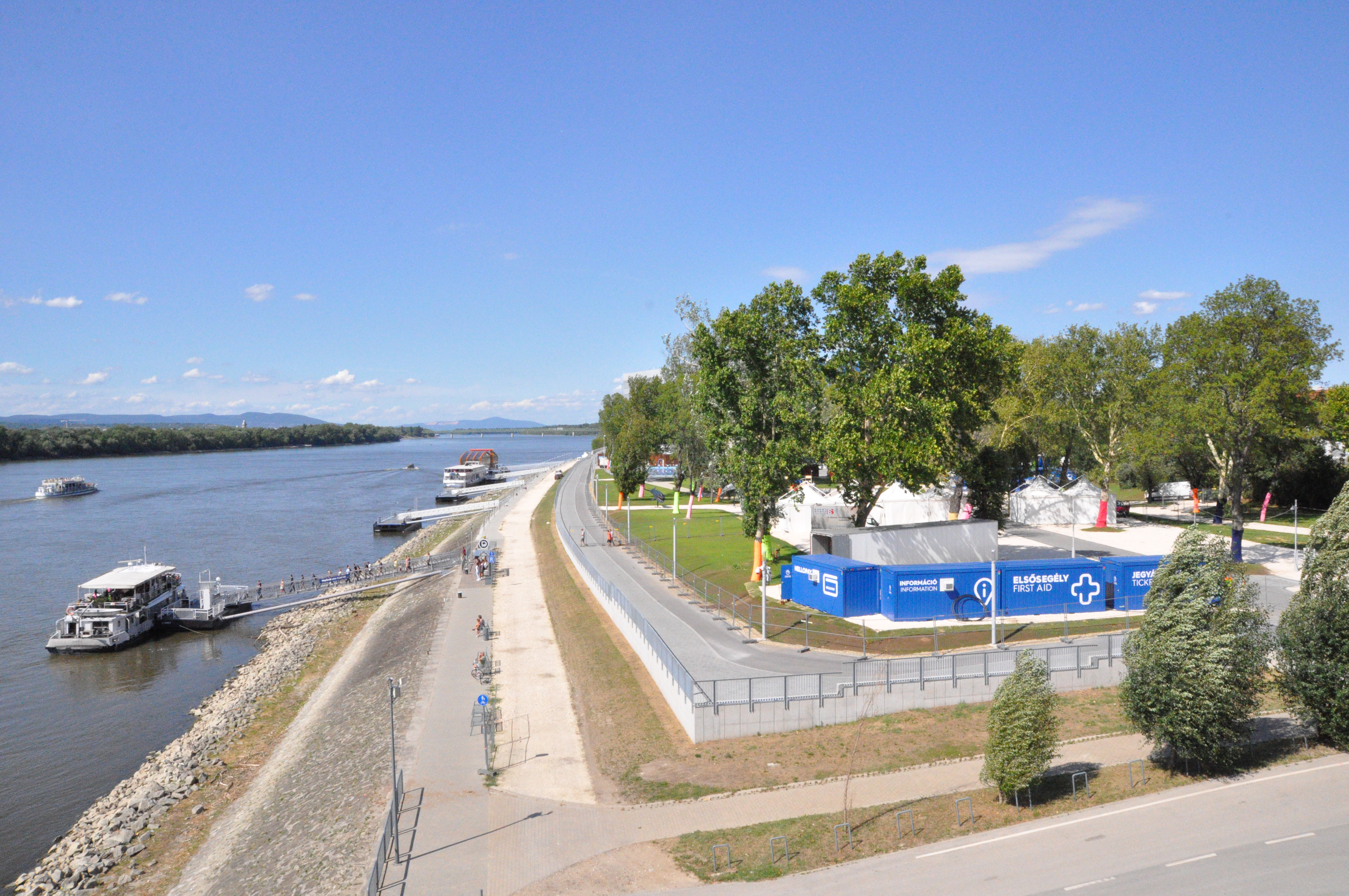
A 2017-ben átadott Moszkva sétány